# ヒナカマキリ
ヒナカマキリ（学名：Amantis nawai）は、カマキリ目コブヒナカマキリ科の昆虫。

## 形態
体長18 - 21mm、体色は褐色で、濃褐色や黒色の斑紋がある。メスは微翅型、台湾産のオスのみに長翅型が見られることがあるが、日本産や韓国産のオスは微翅型である。

## 生態
肉食性であるほか、他種にみられないほど敏捷であり、ショウジョウバエの仲間などの小さい昆虫を捕食する。
特に好んでシイやタブノキの林に生息し、好地性で、落葉の間を徘徊している。また、時事通信社の昆虫記者の天野和利によれば、都心では10 - 11月ごろに産卵のために訪れる公園のトイレにて比較的簡単に見つけられるほか、交尾後のオスは他種のカマキリと同じくメスに食べられてしまうという。
越冬は長さ1センチメートル以下の卵の状態で行い、卵鞘の卵数は10個程度である。成虫は8月から10月に見られる。

### 単為生殖という誤解
前述したように日本では長翅型が見つからなかったため、「オスがいないので単為生殖する」という誤解が生じていた。

## 分布
日本（本州（山形県・関東地方以南）、四国、九州、対馬、奄美大島）、台湾、韓国、宮古島、石垣島